# Missão cristã

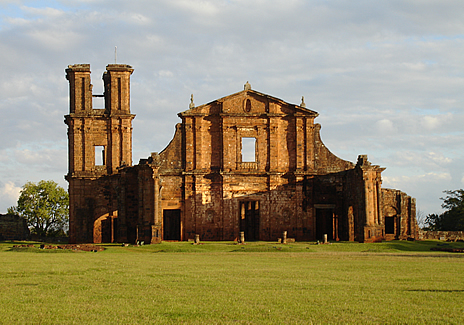
Foto das ruínas de São Miguel, fundada em 1550

Uma missão cristã é um esforço organizado para realizar, em nome da fé cristã, evangelismo ou outras atividades, como trabalho educacional ou hospitalar. As missões envolvem o envio de indivíduos e grupos para além de fronteiras geográficas. Os indivíduos enviados em missões são comumente chamados de missionários.
Os missionários pregam a fé cristã e, às vezes, administram os sacramentos e prestam ajuda ou serviços humanitários. As doutrinas cristãs permitem o fornecimento de ajuda sem exigir conversão religiosa. Entretanto, alguns missionários cristãos foram implicados no genocídio de povos indígenas. É estimado que cerca de 100 000 nativos, ou 1/3 da população nativa da Califórnia, EUA, morreram devido a missões.
Uma contribuição importante dos missionários cristãos na África, China, Guatemala, Índia, Indonésia, Coreia e outros lugares foi a melhoria dos cuidados de saúde das pessoas por meio da higiene e da introdução e distribuição de sabão, e "limpeza e higiene tornaram-se um marcador importante de ser identificado como cristão".

## História
A primeira missão cristã ocorreu durante o período do Judaísmo do Segundo Templo, após a Grande Comissão e a Dispersão dos Apóstolos. O livro de Atos dos Apóstolos, afirma que, no dia de Pentecostes, em Jerusalém, três mil pessoas de várias origens se tornaram Cristãs depois que todos ouviram as boas novas da ressurreição de Jesus em sua própria língua. Organizações missionárias foram posteriormente fundadas e estabelecidas em vários países do mundo.
A partir da Antiguidade Tardia, muita atividade missionária foi realizada por membros de ordens religiosas. Mosteiros seguiam disciplinas e apoiavam missões, bibliotecas e pesquisas práticas, todas vistas como obras para reduzir o sofrimento humano e difundir o Deus cristão. Por exemplo, comunidades nestorianas evangelizaram partes da Ásia Central, Tibete, China e Índia. Os cistercienses evangelizaram grande parte da Europa do Norte e desenvolveram muitas técnicas agrícolas clássicas europeias.[carece de fontes?] São Patrício evangelizou muitos na Irlanda;  São Davi foi ativo no País de Gales.

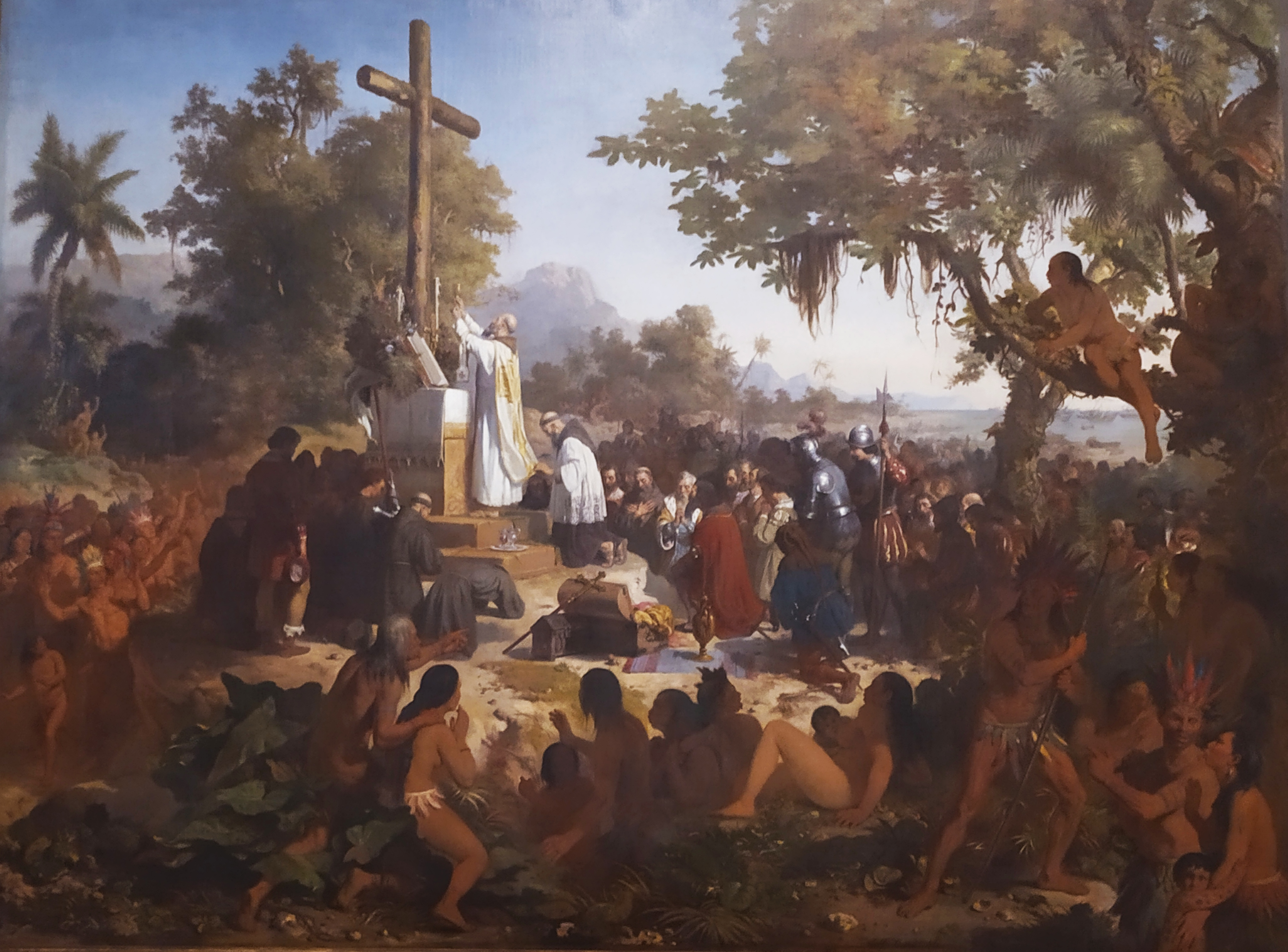
Pintura de Victor Meirelles retratando a primeira missa realizada no Brasil

No século VII, Gregório Magno enviou missionários, incluindo Agostinho de Cantuária, para a Inglaterra, e no século VIII, cristãos ingleses, como São Bonifácio, espalharam o Cristianismo pela Alemanha. A missão hiberno-escocesa começou em 563. Ainda durante a Idade Média, Raimundo Lúlio promoveu o conceito de pregar aos muçulmanos e convertê-los ao cristianismo por meio de argumentos não violentos. A visão de uma missão em grande escala aos muçulmanos morreu com ele, só sendo revivida no século XIX.
No período moderno, houve expansão do cristianismo durante o período Era dos Descobrimentos, com apoio de Espanha e Portugal, que estabeleceram muitas missões em suas colônias americanas e asiáticas. Missionários protestantes das tradições anglicana, luterana e presbiteriana começaram a chegar ao que então era o Império Otomano na primeira metade do século XIX.
Na idade contemporânea, os Estados Unidos, o Brasil e a França são os países com maior número de envio de missionários ao exterior. Durante o século XX, povos indígenas foram um importante foco de evangelização.

## Abordagens modernas

### Pacto de Lausanne
O Pacto de Lausanne de 1974 deu origem a um movimento que apoia a missão evangélica entre não cristãos e cristãos nominais. Durante o evento, quase 2.700 líderes cristãos evangélicos participaram da conferência no Palais de Beaulieu em Lausanne, Suíça, para discutir o progresso, os recursos e os métodos de evangelização do mundo. Os relatórios e documentos do congresso ajudaram a ilustrar a mudança do centro de gravidade do cristianismo da Europa e da América do Norte para a África, Ásia e América Latina. O objetivo do pacto é o de reforçar a necessidade de envio de missionários ao redor do mundo e foi traduzido para 20 línguas.

### Uso de mídia impressa e de novas mídias
As organizações missionárias cristãs há muito tempo utilizaram a palavra impressa como um canal para realizar missões. Em épocas em que os países estavam "fechados" aos cristãos, foram feitos grandes esforços para contrabandear Bíblias e outras publicações para esses países. O holandês Anne van der Bijl, fundador da Portas Abertas, começou a contrabandear Bíblias para os países comunistas na década de 1950. Diversas editoras cristãs fornecem livros gratuitos para pessoas no Reino Unido e nos Estados Unidos como forma de missão. A Sociedade Bíblia traduz e imprime Bíblias, em uma tentativa de alcançar todos os países do mundo.
Após a Segunda Guerra Mundial, surgiram as "emissoras missionárias", influenciadas pela lógica da propaganda ideológica da Guerra Fria. Essas emissoras utilizavam as ondas de rádio para ultrapassar fronteiras e disseminar suas mensagens. Criadas principalmente por norte-americanos, o objetivo dessas emissoras era levar o evangelho a diversas regiões do mundo, incluindo Europa, América Latina, Ásia e Oriente Médio.
A CNBB, em nota do arcebispo Leomar Antônio Brustolin, indica que a fé cristã atualmente é divulgada e vivenciada por meio de plataformas multimídia, criando uma nova forma de experiência religiosa, de modo que o desafio missionário reside em equilibrar o sagrado presencial com o sagrado mediado pela tecnologia, numa sociedade plural e altamente informada, onde a verdade é subjetiva e a escolha pessoal é valorizada.

### Missões interorganizacionais
A globalização do século XXI serviu como uma plataforma de oportunidade para que organizações cristãs independentes se unissem em cooperação para missões de alcance e discipulado.
Algumas organizações são consórcios cristãos que se unem organizacionalmente, como as 50.000 pessoas da organização Missio Nexus, com sede em Illinois. Outras organizações são unidas por uma fonte comum de financiamento, cooperação em projetos de alcance e comunicações digitais entre o pessoal de missões internas em todo o mundo e seus parceiros, como as 25.000 pessoas unidas na Global Mission Society.

## Críticas
Os exploradores europeus nas Américas introduziram doenças contra as quais os povos ameríndios não tinham imunidade, causando dezenas de milhões de mortes. Os missionários, juntamente com outros viajantes, trouxeram doenças para as populações nativa, como varíola, o sarampo e o resfriado comum. David Igler, da Universidade da Califórnia, indica que a atividade missionária foi causa de disseminação de germes na América e no Pacífico, ressaltando, contudo, que entre 1770 e 1840, os principais agentes de doenças eram comerciantes.
Em termos de preservação de patrimônio cultural, em 2011, historiadores indicaram que as missões católicas do século XVI da Ordem dos Frades Menores contribuíram para o desaparecimento de certos manuscritos, tradições orais religiosas e artefatos de civilizações indígenas da Mesoamérica.
No tocante ao evangelismo e à ajuda humanitária, embora a prática não seja generalizada, algumas organizações veem em um desastre/catástrofe uma oportunidade útil para divulgar sua mensagem. Uma dessas ocorrências foi o tsunâmi que devastou partes da Ásia em 26 de dezembro de 2004. Após o desastre, dezenas de grupos religiosos se mudaram para o local para tentar converter vítimas do desastre, causando conflitos locais. O presidente da Gospel for Asia, organização sediada no Texas, disse em uma entrevista que "esse (desastre) é uma das maiores oportunidades que Deus nos deu para compartilhar seu amor com as pessoas", afirmando que seus 14.500 "missionários nativos" na Índia, no Sri Lanka e nas Ilhas Andamão estão dando aos sobreviventes Bíblias e folhetos sobre "como encontrar esperança neste momento por meio da palavra de Deus".
O Christian Science Monitor aponta como uma preocupação a mistura entre evangelismo e ajuda humanitária: "'Acho que os evangelistas fazem isso com a melhor das intenções, mas há a responsabilidade de tentar entender outros grupos religiosos e sua cultura', diz Vince Isner, diretor do FaithfulAmerica.org, um programa do Conselho Nacional de Igrejas dos EUA". 